# جداسازی امتیازی
در برنامه‌نویسی رایانه و امنیت رایانه‌ای، جداسازی امتیازی (به انگلیسی: Privilege separation) تکنیکی است که در آن یک برنامه به چندین قسمت تقسیم می‌شود که هر کدام از این قسمت‌ها، با حداقل‌ترین اختیارات مورد نیازشان اجرا می‌شوند، بطوری‌که هر قسمت تنها اختیاراتی را به‌دست می‌آورد که به آنها نیاز دارد و نمی‌تواند کار خود را بدون آن اختیارات انجام دهد. از این تکنیک برای کاهش دادن آسیب‌های ناخواسته و بالقوه استفاده می‌شود. یک روش رایج برای پیاده‌سازی این تکنیک این است که برنامه‌ها با استفاده از فراخوان سیستمی fork دو یا چند پروسه دیگر تولید کند. برنامه اصلی تمامی امتیازاتش را دور می‌ریزد، و قسمت‌های دیگر، اختیارات مورد نیازشان را به منظور انجام دادن کارهای خود نگه می‌دارند. ارتباط بین این دو یا چند قسمت هم از طریق سوکت‌ها یا به طور کلی‌تر، از طریق ارتباطات بین کلاینتی برقرار می‌شود. در نتیجه این تکنیک، اگر برنامه بزرگتر در معرض یک حمله امنیتی قرار گیرد، حمله کمترین آسیب را بدنبال خواهد داشت.